# Бросно
Бро́сно — озеро на северо-западе Тверской области России, в Андреапольском районе Тверской области. Озеро принадлежит бассейну Западной Двины и Балтийского моря.
Площадь озера Бросно составляет 7, 21 км². Длина — 10,8 км, максимальная ширина — 4 км, средняя — 2. Высота над уровнем моря — 243,2 метра. Озеро Бросно — самое глубокое в Тверской области, его наибольшая глубина — 41,5 метра, средняя глубина — 17 метров. Происхождение озера — ложбинное.
Бросно имеет вытянутую с севера на юг форму. В центральной части озера в западный берег вдаётся большой залив, на берегу которого расположены деревни Дядькино, Гущино и Бросно. Берега озера сухие, более высокие на западе, низменные на востоке, покрыты елово-сосновыми и берёзовыми лесами, на севере и западе озера расположены сельскохозяйственные угодья и несколько деревень.
В километре к северу от Бросно находится озеро Волкото, из которого вытекает река Волкота. В северной части Бросно находится исток узкой протоки, текущей в Волкоту. Бросно также соединено протоками с двумя соседними озёрами: Долоссо (на западе) и Бойно(на юге). Озеро Долосец к северо-западу от Бросно принадлежит уже бассейну Ловати, здесь проходит водораздел Невы и Западной Двины. Озеро Бросно и его окрестности — популярное место рыбалки и охоты.
Согласно легендам и многочисленным заявлениям местных жителей, озеро Бросно — место обитания «дракона», мифического животного. Местные жители периодически говорят, что видели большого ящера или слышали, «как он дышит под водой».
Причиной возникновения подобных легенд, скорее всего, стала необычно большая глубина озера и удалённость его от крупных населённых пунктов. Кроме того, процессы гниения, происходящие на глубине, приводят к образованию сероводородных «пузырей», выходящих на поверхность.